# Stevie Ray Vaughan Stratocaster
Stevie Ray Vaughan Stratocaster je elektična gitara, omiljeni potpisani model američkog gitariste Stevie Ray Vaughana koju je nazvao "Namber One". Gitara je debitirala u siječnju 1992. godine na jednom od najvećih sajmova glazbala i glazbene opreme, svjetski poznatom NAMM (National Association of Music Merchants) Show-u koji se održava u Anaheimu, u Kaliforniji. Nakon prezentacije, model je bio dostupan i u trgovinama glazbene opreme.

Izvorni "Number One" Fender Stratocaster model kojeg je Stevie iz milja nazivao i svojom "prvom ženom" proizveden je 1963. godine. Točnije, završno je kompletiran '63. godine s pridodanim dijelovima i opremom, proizvedenom prijašnjih godina. Ovu gitaru Stivie je koristio prilikom svakog snimanja s američkim blues rock sastavom Double Trouble.

Nakon Stivieve smrti, 1990. godine, gitara je postala ostavština i vlasništvo njegovog brata Jimmia Vaughana, a tvrtka Fender kao znak poštovanja, 1992. godine, proizvela je model SRV Signature Stratocaster s ugrađenim specifikacijama po izvornu modelu.

## Povijest
Fender je u kasnim '80-im planirao u pogonu Fender Custom Shopa proizvesti ograničeni broj standard modela Stevie Ray Vaughan Stratocastera, ali cijeli projekt je odgođen 7. lipnja 1990. godine kada su u poznatom američkom kasnovečernjem talk showu The Tonight Show predstavljena tri nova potpisana prototip modela.

Te večeri ostalo je zabilježeno da je Stevie slučajno vidio i bio toliko oduševljen Latraset stilom slova da je od osoblja The Tonight Show-a tražio cijeli popis fonta kako bi postojeću, izblijeditu "SRV" naljepnicu zamijenio na način da ista slova ureže u ploču na tijelu gitare, što je praksa i na današnjim modelima.

## Osnovne značajke
U suštini, svim modelima temeljni je oslonac uvijek bio model "Number One", ali dakako u novom izdanju s; tijelom od johe u trobojnoj sunburst puliureten lak završnici, masivnim, ovalnim vratom od javora radijusa 304,8 mm u koji je utisnuto 21., Dunlop praga (serijska oznaka 6105). Novijim modelima hvataljka vrata je izrađena od pau ferro drveta, dok su stariji imali hvataljku vrata od palisandera.

Konfiguracija ugrađenih elektromagneta čine tri Texas special jednostruka modela, slični onima na izvornom "Number One" modelu iz 1959. godine. Ostale značajke uključuju pozlaćene komponente i opremu, sinkronizirani vibrato prilagođen lijevorukim glazbenicima i "SRV" inicijali slova urezana u ploču gitare.

## Reizdanje
Godine 2001. u Fenderu se ponovno rodila ideja o mogućem ograničenom izdanju u pogonu Custom Shopa replike modela "Number One" gitare. Nedugo potom stručni tim posjetio je u Austinu Jimmiea Vaughana s ciljem kako bi stručno analizirali sve aspekte; stanja spoja elektronike potova i elektromagneta, težinu drvene mase i opreme, mjerne dimenzija vrata gitare i sve druge ostale mjere kako bi se što uspješnije replicirao izvorni "Number One" model. U studenom 2003. godine, Fender je najavio proizvodnju od 100. komada, po cijeni od 10.000. dolara po komadu. Ovaj zahtjevan posao odradio je poznati Fenderov dizajner i graditelj instrumenata, John Cruz.

Proizvedeni modeli imaju serijske brojeve, ali oni ne prate redni niz od 1. do 100. Pretpostavlja se da je prvi "Tribute Strat" model s brojem JC044, a posljednji JC229 (JC = John Cruz). Replika izvornog "Number One"  modela predstavljena je na zimskom NAMM Show-u od 15. – 18. siječnja 2004. godine.

## Vanjske poveznice
- Stevie Ray Vaughan - Drugi dio: njegove gitare  Arhivirana inačica izvorne stranice od 10. kolovoza 2012. (Wayback Machine) - na ultimateguitar.com.